# Campionati italiani primaverili di nuoto 2014
I 61. Campionati italiani primaverili di nuoto (nome ufficiale, per ragioni di sponsorizzazione, Assoluti Primaverili Unipol) si sono svolti a Riccione tra l'8 e il 12 aprile 2014. È stata utilizzata la vasca da 50 metri, in quanto le gare sono servite anche da selezione per gli Europei di Berlino.
Gli atleti iscritti sono stati in totale 671 (337 uomini e 334 donne), provenienti da 148 società. Le gare sono state disputate in due turni (batterie e finali) ad eccezione di 800 e 1500 stile libero e delle staffette, che si sono disputate in serie.

## Podi

### Uomini
| Evento               | Oro                                                                                                | Tempo                                   | Argento                                                                                          | Tempo                                   | Bronzo                                                                                     | Tempo                                   |
| Stile libero         | |                                         |                                                                                                  |                                         |                                                                                            |                                         |
| 50 m                 | Luca Dotto                                                                                         | 22"10                                   | Marco Orsi                                                                                       | 22"34                                   | Luca Leonardi                                                                              | 22"50                                   |
| 100 m                | Luca Dotto                                                                                         | 49"04                                   | Luca Leonardi Filippo Magnini                                                                    | 49"12                                   |                                                                                            |                                         |
| 200 m                | Andrea Mitchell D'Arrigo                                                                           | 1'47"18                                 | Filippo Magnini                                                                                  | 1'47"58                                 | Marco Belotti                                                                              | 1'48"98                                 |
| 400 m                | Gabriele Detti                                                                                     | 3'48"02                                 | Gregorio Paltrinieri                                                                             | 3'48"41                                 | Samuel Pizzetti                                                                            | 3'49"38                                 |
| 800 m                | Gabriele Detti                                                                                     | 7'42"74 - -                             | Gregorio Paltrinieri                                                                             | 7'43"01                                 | Samuel Pizzetti                                                                            | 7'54"41                                 |
| 1500 m               | Gregorio Paltrinieri                                                                               | 14'44"50                                | Gabriele Detti                                                                                   | 14'56"80                                | Samuel Pizzetti                                                                            | 15'04"83                                |
| Dorso                | |                                         |                                                                                                  |                                         |                                                                                            |                                         |
| 50 m                 | Niccolò Bonacchi                                                                                   | 24'65 - - RIC                           | Stefano Mauro Pizzamiglio                                                                        | 25.04                                   | Matteo Milli                                                                               | 25.67                                   |
| 100 m                | Christopher Ciccarese                                                                              | 53"94                                   | Niccolò Bonacchi                                                                                 | 53"98 - RIC                             | Simone Sabbioni                                                                            | 54"74 - RIJ                             |
| 200 m                | Christopher Ciccarese                                                                              | 1'57"21                                 | Luca Mencarini                                                                                   | 1'57"72                                 | Mattia Aversa                                                                              | 1'59"13                                 |
| Rana                 | |                                         |                                                                                                  |                                         |                                                                                            |                                         |
| 50 m                 | Mattia Pesce                                                                                       | 27"38                                   | Francesco Di Lecce                                                                               | 27"73                                   | Claudio Fossi                                                                              | 27"79                                   |
| 100 m                | Mattia Pesce                                                                                       | 1'00"89                                 | Claudio Fossi                                                                                    | 1'00"93                                 | Andrea Toniato                                                                             | 1'01"28                                 |
| 200 m                | Luca Pizzini                                                                                       | 2'10"84                                 | Flavio Bizzarri                                                                                  | 2'12"83                                 | Edoardo Giorgetti                                                                          | 2'12"84                                 |
| Farfalla             | |                                         |                                                                                                  |                                         |                                                                                            |                                         |
| 50 m                 | Piero Codia                                                                                        | 23"85                                   | Luca Dotto                                                                                       | 24"06                                   | Paolo Facchinelli                                                                          | 24"11                                   |
| 100 m                | Matteo Rivolta                                                                                     | 52"49                                   | Piero Codia                                                                                      | 52"58                                   | Francesco Giordano                                                                         | 53"41                                   |
| 200 m                | Francesco Pavone                                                                                   | 1'57"73                                 | Matteo Pelizzari                                                                                 | 1'57"79                                 | Michele Cosentino                                                                          | 1'58"49                                 |
| Misti                | |                                         |                                                                                                  |                                         |                                                                                            |                                         |
| 200 m                | Federico Turrini                                                                                   | 2'00"34                                 | Damiano Lestingi                                                                                 | 2'00"48                                 | Davide Cova                                                                                | 2'00"65                                 |
| 400 m                | Federico Turrini                                                                                   | 4'14"58                                 | Luca Marin                                                                                       | 4'14"58                                 | Matteo Pelizzari                                                                           | 4'14"58                                 |
| Staffette            | |                                         |                                                                                                  |                                         |                                                                                            |                                         |
| 4x100 m stile libero | Gruppo Sportivo Fiamme Oro Roma Luca Leonardi Stefano Mauro Pizzamiglio Nicola Febbraro Marco Orsi | 3'17"89 49"21 49"64 50"67 48"37         | SMGM Team Lombardia A Filippo Magnini Mattia Schirru Andrea Rolla Nicolangelo Di Fabio           | 3'18"46 48"99 50"10 49"83 49"54         | Circolo Canottieri Aniene A Lorenzo Benatti Marco Belotti Alex Di Giorgio Damiano Lestingi | 3'19"47 50"11 48"81 50"59 49"96         |
| 4x200 m stile libero | Circolo Canottieri Aniene A Marco Belotti Damiano Lestingi Michele Cosentino Alex Di Giorgio       | 7'16"16 1'47"61 1'48"99 1'50"31 1'49"25 | SMGM Team Lombardia A Nicolangelo Di Fabio Filippo Magnini Maurizio Mottola Fabien Marciano      | 7'16"99 1'48"85 1'47"01 1'51"92 1'49"21 | Centro Sportivo Esercito Gabriele Detti Simone Geni Rocco Potenza Federico Turrini         | 7'21"58 1'48"99 1'50"23 1'52"32 1'50"04 |
| 4x100 m misti        | Gruppo Sportivo Fiamme Oro Roma A Mirco Di Tora Mattia Pesce Francesco Giordano Luca Leonardi      | 3'37"66 55"42 1'00"42 53"59 48"23       | Circolo Canottieri Aniene A Cristopher Ciccarese Edoardo Giorgetti Marco Belotti Lorenzo Benatti | 3'39"15 54"55 1'02"09 52"62 49"89       | Centro Sportivo Esercito Niccolò Bonacchi Federico Turrini Piero Codia Federico Bocchia    | 3'39"75 53"99 1'03"65 51"54 50"57       |

### Donne
| Evento               | Oro                                                                                                | Tempo                                   | Argento                                                                                             | Tempo                                   | Bronzo                                                                                         | Tempo                                   |
| Stile libero         | |                                         | |                                         |                                                                                                |                                         |
| 50 m                 | Erika Ferraioli                                                                                    | 25"37                                   | Silvia Di Pietro                                                                                    | 25"39                                   | Giorgia Biondani                                                                               | 25"56                                   |
| 100 m                | Alice Mizzau                                                                                       | 54"99                                   | Erika Ferraioli                                                                                     | 55"16                                   | Silvia Di Pietro                                                                               | 55"77                                   |
| 200 m                | Federica Pellegrini                                                                                | 1'55"69                                 | Alice Mizzau                                                                                        | 1'57"53                                 | Stefania Pirozzi                                                                               | 1'58"18                                 |
| 400 m                | Federica Pellegrini                                                                                | 4'04"56                                 | Alice Mizzau                                                                                        | 4'08"39                                 | Martina De Memme                                                                               | 4'08"95                                 |
| 800 m                | Aurora Ponselé                                                                                     | 8'27"65                                 | Martina Rita Caramignoli                                                                            | 8'38"66                                 | Diletta Carli                                                                                  | 8'40"15                                 |
| 1500 m               | Martina Rita Caramignoli                                                                           | 16'11"70                                | Aurora Ponselé                                                                                      | 16'20"02                                | Martina Grimaldi                                                                               | 16'27"23                                |
| Dorso                | |                                         | |                                         |                                                                                                |                                         |
| 50 m                 | Arianna Barbieri                                                                                   | 28"56                                   | Elena Gemo                                                                                          | 28"62                                   | Stefania Cartapani                                                                             | 28"95                                   |
| 100 m                | Arianna Barbieri                                                                                   | 1'00"42                                 | Carlotta Zofkova                                                                                    | 1'00"80                                 | Elena Gemo                                                                                     | 1'01"71                                 |
| 200 m                | Federica Pellegrini                                                                                | 2'09"27                                 | Carlotta Zofkova                                                                                    | 2'10"93                                 | Ambra Esposito                                                                                 | 2'11"81                                 |
| Rana                 | |                                         | |                                         |                                                                                                |                                         |
| 50 m                 | Lisa Fissneider                                                                                    | 31"09                                   | Arianna Castiglioni                                                                                 | 31"09                                   | Martina Carraro                                                                                | 31"09                                   |
| 100 m                | Arianna Castiglioni                                                                                | 1'08"13                                 | Ilaria Scarcella                                                                                    | 1'08"80                                 | Giulia De Ascentis                                                                             | 1'09"28                                 |
| 200 m                | Giulia De Ascentis                                                                                 | 2'26"50                                 | Elisa Celli                                                                                         | 2'26"94                                 | Ilaria Scarcella                                                                               | 2'28"95                                 |
| Farfalla             | |                                         | |                                         |                                                                                                |                                         |
| 50 m                 | Silvia Di Pietro                                                                                   | 26"22                                   | Elena Gemo                                                                                          | 26"61                                   | Elena Di Liddo                                                                                 | 27"05                                   |
| 100 m                | Ilaria Bianchi                                                                                     | 58"27                                   | Silvia Di Pietro                                                                                    | 58"70                                   | Elena Di Liddo                                                                                 | 59"07                                   |
| 200 m                | Stefania Pirozzi                                                                                   | 2'07"82                                 | Alessia Polieri                                                                                     | 2'09"30                                 | Claudia Tarzia                                                                                 | 2'11"99                                 |
| Misti                | |                                         | |                                         |                                                                                                |                                         |
| 200 m                | Stefania Pirozzi                                                                                   | 2'13"68                                 | Luisa Trombetti                                                                                     | 2'15"35                                 | Alice Nesti                                                                                    | 2'17"37                                 |
| 400 m                | Stefania Pirozzi                                                                                   | 4'36"75                                 | Luisa Trombetti                                                                                     | 4'43"82                                 | Susanna Negri                                                                                  | 4'47"58                                 |
| Staffette            | |                                         | |                                         |                                                                                                |                                         |
| 4x100 m stile libero | Centro Sportivo Esercito Laura Letrari Alice Nesti Martina De Memme Erika Ferraioli                | 3'44"43 56"22 56"70 56"80 54"71         | Gruppo Sportivo Forestale Chiara Masini Luccetti Elena Gemo Carlotta Zofkova Silvia Di Pietro       | 3'46"67 56"37 57"28 57"79 55"23         | Circolo Canottieri Aniene A Lucrezia Raco Rachele Ceracchi Miriana Durante Federica Pellegrini | 3'48"54 57"93 56"53 58"25 55"83         |
| 4x200 m stile libero | Circolo Canottieri Aniene A Rachele Ceracchi Giulia De Ascentis Aurora Ponselé Federica Pellegrini | 8'03"98 2'03"20 2'02"97 2'00"56 1'57"25 | Gruppo Sportivo Fiamme Oro Roma Diletta Carli Erica Musso Stefania Pirozzi Martina Rita Caramignoli | 8'04"54 2'00"12 2'01"19 1'59"96 2'03"27 | Centro Sportivo Esercito Martina De Memme Alice Nesti Rachele Bruni Laura Letrari              | 8'12"13 2'00"51 2'02"18 2'05"83 2'03"61 |
| 4x100 m misti        | Gruppo Nuoto Fiamme Gialle Arianna Barbieri Lisa Fissneider Alessia Polieri Alice Mizzau           | 4'04"01 1'00"51 1'08"52 1'00"62 54"36   | Circolo Canottieri Aniene A Federica Pellegrini Giulia De Ascentis Elena Di Liddo Rachele Ceracchi  | 4'04"90 1'02"01 1'08"23 58"85 55"81     | SMGM Team Lombardia B Veronica Neri Francesca Fangio Jessica Andreini Giorgia Crocione         | 4'10"25 1'02"79 1'09"94 1'00"84 56"68   |

### Classifiche per società

#### Maschile
| Pos.    | Società                         | Pti    |
| ------- | ------------------------------- | ------ |
| Oro     | Circolo Canottieri Aniene       | 451.00 |
| Argento | Centro Sportivo Esercito        | 259.00 |
| Bronzo  | Gruppo Sportivo Fiamme Oro Roma | 239.00 |
| 4.      | SMGM Team Lombardia             | 235.25 |
| 5.      | Larus Nuoto                     | 111.00 |
| 6.      | Nuoto Club Azzurra 1991         | 67.00  |
| 7.      | Centro Sportivo Carabinieri     | 64.50  |
| 8.      | Gruppo Sportivo Forestale       | 60.00  |
| 9.      | Centro Nuoto Torino             | 57.00  |
| 10.     | Gruppo Nuoto Fiamme Gialle      | 55.50  |

#### Femminile
| Pos.    | Società                         | Pti    |
| ------- | ------------------------------- | ------ |
| Oro     | Circolo Canottieri Aniene       | 373.00 |
| Argento | Gruppo Sportivo Fiamme Oro Roma | 165.00 |
| Bronzo  | SMGM Team Lombardia             | 155.25 |
| 4.      | Centro Sportivo Esercito        | 155.00 |
| 5.      | Gruppo Nuoto Fiamme Gialle      | 145.00 |
| 6.      | Gruppo Sportivo Forestale       | 131.00 |
| 7.      | Team Veneto                     | 124.00 |
| 8.      | Nuoto Club Azzurra 1991         | 85.00  |
| 9.      | Imolanuoto                      | 75.00  |
| 10.     | Rari Nantes Torino              | 67.50  |